# Scytodes uligocetes
Scytodes uligocetes là một loài nhện trong họ Scytodidae.
Loài này thuộc chi Scytodes. Scytodes uligocetes được Carlos E. Valerio miêu tả năm 1981.